# Acanthocreagris redikorzevi
Acanthocreagris redikorzevi es una especie de arácnido del orden Pseudoscorpionida de la familia Neobisiidae.

## Distribución geográfica
Se encuentra en Azerbaiyán.